# Psicología existencial
La psicología existencial, una de las muchas ramas de la psicología, surgió en Europa antes de la Segunda Guerra Mundial y se desarrolló después en paralelo con el existencialismo filosófico, surge como reacción a la deriva racionalista de la psicología positivista. Sus fundamentos teóricos surgen de las obras filosóficas de Husserl, Heidegger, Sartre y Merleau-Ponty.

## Proceso
Todo proceso terapéutico que parta de un posicionamiento existencialista, tendrá un sentido teleológico más que causalista. Buscará promover en el paciente que éste asuma su condición de mortal e introduzca el eje temporal en su pensar y sentir.
Haciendo que este racionalice el tiempo  como vida y el futuro como la posibilidad de existir en forma libre sin estar signado o marcado por una esencia. Para la psicología existencial, el ser humano puede desplegarse con un espectro mucho más amplio de expresiones de vida que las asociadas a una naturaleza humana que se rechaza. 
Todo individuo es capaz de comportarse ética y estéticamente  que a priori no se vincularían con su forma de ser. La salud mental radicaría en la aceptación activa de este principio. Permitiendo así al ser humano manejarse con mayor libertad ante los desafíos que se le presentan, incorporando los objetivos por él mismo determinados como el eje central de su efímera existencia.

## Orígenes filosóficos y solidificación
El filósofo danés Soren Kierkegaard referido comúnmente como el "padre del existencialismo", declaró: "Existo, luego pienso", en contraste con palabras del filósofo René Descartes "Pienso, luego existo".  
Esta simple declaración influyó en todo un grupo de filósofos y psicólogos europeos, cambiando el enfoque de los tratamientos de estos. El pensamiento Kierkegaard no fue fácilmente aceptado en los Estados Unidos. Según Rollo May, la introducción de las ideas existencialistas en Estados Unidos fue gracias al psicólogo y filósofo William James.  
El cual postula en sus escritos la existencia de un libre albedrío, originado en la conciencia humana y extendido en el tiempo. A lo largo de las décadas de 1920 y 1930, el existencialismo adaptado a la psicología tomó forma en las aulas universitarias.  
No fue hasta que Rollo May y sus colegas psicólogos Abraham Maslow y Herman Feifel introdujeron la los estudios en la APA el 5 de septiembre de 1959. Gracias a esto las ideas de la psicología existencial, sus términos y métodos, comenzaron a tomar relevancia. Estando tal rama de la psicología concebida como la vanguardia del pensamiento y la práctica psicológica. Tras esto, el término existencialismo se había convertido en una de las palabras de moda de la psicología en la década de 1960. Rollo May describió el enfoque existencial de la psicoterapia, afirmando que la tarea de la terapia es hacer comprender al paciente su esencia material y mortal, tomando dicha esencia no como un limitante sino como un impulso para seguir con la vida, dándose cuenta de esta forma que el sentido de vivir radica en el tiempo presente, siendo ellos mismos los únicos capaces de cambiarlo. Dicha terapia requeriría un compromiso por parte de los pacientes para comprender completamente las vidas que vivían realmente en comparación con las que ellos creían vivir.
Además de su importancia como un sistema importante de práctica psicológica, el existencialismo representó una conciencia que surgió después de la Segunda Guerra Mundial, especialmente con la generación Baby Boomer.

## Principales temas de estudios

### Voluntad de decisión
Según la psicología existencialista, el individuo asume de forma natural cierta pasividad ante la vida, asumido por la supuesta falta de “capacidad”, por lo que es necesario hacer ver que existe un amplio campo de decisión y libertad, en cada decisión directa e indirecta que toma en su día a día. Y que estas decisiones pueden ser cruciales para su futuro.

### Singularidad e integración
Frente a la tesis atomista, la psicología existencialista, resuelve el concepto del "yo" como un ser único reflejado en distintas expresiones.

### Experiencia y sentido vital
Se le da una importancia fundamental al futuro a través del desarrollo y potencial de cada ser humano. Pues a la par del existencialismo filosófico, se establece la percepción del tiempo como "corazón de la existencia", este tiempo solo es perceptible por medio de la experiencia propia. Por lo que cada experiencia del individuo será gravada en la memoria con un ritmo u otro dependiendo de las emociones y el contexto. Por ejemplo: Eventos traumáticos serán recordados y experimentados de forma más lenta que aquellos eventos más divertidos, pues es en esos momentos de ansiedad y miedo que la persona se vuelve consciente de su propia mortalidad.

## Integración práctica y experimental
La terapia basada en la psicología existencial tiene como tema central el perfeccionamiento del individuo y su evolución y está indicada para personas con un alto nivel educativo, siendo especialmente sensibles aquellas personas con una alta inteligencia emocional. El abordaje terapéutico no es el síntoma ni la enfermedad, sino dos personas que existen en un mundo, que en este momento, es el consultorio del terapeuta.
Como técnica terapéutica, se insiste en que el factor fundamental de la presencia del terapeuta es el tema más importante y previo a cualquier técnica. Aborda la terapia como una técnica catártica en la que la persona afronta sus conflictos internos e intenta, con la ayuda de un terapeuta, ampliar la autoconciencia; que el paciente tome conciencia de lo que siente de forma clara y profunda. El terapeuta existencial no considera al paciente como un conjunto de pulsiones, moralidad y mecanismos de defensa, sino como una persona que busca un sentido a su existencia y que debido a la poca autoconciencia todavía no lo ha alcanzado. Es la persona quien da sentido a los mecanismos y no al revés.